# 婚姻保卫战
《婚姻保卫战》是一部讲述现代都市男女婚姻关系和都市生活的中国大陆家庭伦理类电视剧，于2010年8月在中国大陆发行播出，总集数33，由北京鑫宝源影视投资有限公司制作发行。该片的拍摄地是中国北京。该电视剧先后在中国大陆众多地方电视台播出，并且是导演赵宝刚继《奋斗》、和《我的青春谁做主》的又一部新作。

## 演员表
| 演员名称 | 剧中饰演     | 演员名称       | 剧中饰演   |
| -------- | ------------ | -------------- | ---------- |
| 佟大为   | 郭洋         | 马伊俐         | 李梅       |
| 黄磊     | 许小宁       | 袁立           | 兰心       |
| 刘金山   | 常安（老常） | 于娜           | 陈梦       |
| 马艳丽   | 杨丹         | 孟广美（台湾） | 张瑾       |
| 曾泳醍   | 常小小       | 任重           | 李刚       |
| 郝戎     | 老袁         | 李婳           | 宋圆圆     |
| 杨淇     | 朱珊珊       | 朱宸辉         | 郭小洋     |
| 刘宸希   | 乐乐         | 崔鹏羽         | 毛毛       |
| 张贵生   | 郭洋的父亲   | 张舒云         | 郭洋的母亲 |
| 李鸿利   | 钱四宝       | 李洪权         | 刘厂长     |
| 马靓     | 老赖         | 曲燕           | 吴姐       |
| 蔡飞雨   | 小白         | 超凡           | 老余       |
| 曾红生   | 总经理       | 范中华         | 孟大夫     |
| 徐志贺   | 卢总         | 卫羽           | 汤俊       |
| 李燕生   | 谭总         | 斯建           | 警察甲     |
| 赵钦     | 警察乙       | 杨东滨         | 举报者     |

## 批判
虽然该剧获得了成功，但舆论也存在对于该剧的争议和批评：
- 剧情不符合实际，不贴近普通民众的生活。
- 台词类似“辩论大赛”。
- 台词太过“文学色彩”，不口语化。
- 脱离现实，不够生活化。
- 剧情进展缓慢。
- 剧中植入性广告过多。

## 奬項
- 2010国剧盛典 2010年度十佳电视剧第6名